# Christopher Strong
Christopher Strong ist ein US-amerikanisches Filmdrama von Dorothy Arzner mit Katharine Hepburn und Colin Clive in den Hauptrollen. Der Film wurde von RKO Radio Pictures produziert und basiert auf dem 1932 veröffentlichten Roman Christopher Strong: A Romance von Gilbert Frankau. Die Premiere des Films fand am 9. März 1933 in New York statt. In der Bundesrepublik Deutschland wurde er am 9. Oktober 1992 im deutschen Fernsehen ausgestrahlt. In Österreich wurde er auch unter dem Titel Die Junggesellin gezeigt.

## Handlung
Carrie Valentine veranstaltet sogenannte Schatzjagden, bei denen die Teilnehmer besondere Suchaufgaben lösen müssen. Carries Nichte Monica Strong und ihr verheirateter Freund Harry Rawlinson bekommen die Aufgabe, einen treuen Ehemann und eine Frau über 20, die nie eine Liebesaffäre hatte, zu finden. Harry bringt Cynthia Darrington, eine leidenschaftliche Fliegerin, mit der er einen Unfall auf einer Landstraße hatte. Monica schlägt ihren Vater Christopher vor, einen beliebten verheirateten Politiker.
Monica und Harry freunden sich mit Cynthia an, die auch mit Christopher gut zurechtkommt. Trotz seiner aufrichtigen Liebe zu seiner Ehefrau Elaine fühlt sich Christopher zu Cynthia hingezogen, wie auch sie sich zu ihm. Elaine, die gegen Monicas und Harrys Beziehung ist, ist die wachsende Zuneigung ihres Mannes zu Cynthia nicht entgangen. Trotzdem begrüßt sie ihre Rivalin als Gast in ihrer Sommervilla in Cannes. Bei einem nächtlichen Bootsausflug gestehen sich Cynthia und Christopher ihre Liebe. Elaine sieht von ihrem Zimmerfenster aus, wie sich die beiden küssen und schwört, die Beziehung zu zerstören.
Monica sucht Cynthia auf und erklärt ihr, Selbstmord verüben zu wollen, weil der mittlerweile geschiedene Harry sich weigert, sie zu heiraten, da sie eine zwischenzeitliche Affäre mit dem Italiener Carlo hatte. Cynthia kann ihr den Selbstmord ausreden und kehrt nach New York zurück, um an einem Flugwettbewerb rund um die Erde teilzunehmen. Sie gewinnt den gefährlichen Wettbewerb und freut sich, nach ihrer Rückkehr Christopher in ihrem New Yorker Hotel zu sehen. Sie geben sich einander hin, und Cynthia akzeptiert, sich von der Fliegerei zurückzuziehen. Die Affäre wird von Monica entdeckt und enthüllt, die ihrerseits Harry nun doch geheiratet hat und schwanger geworden ist. Cynthia wird ruhelos und will an einem Höhenflug-Wettbewerb teilnehmen, als sie erfährt, dass auch sie schwanger ist. Ihr wird klar, dass sie so Christophers Ehe und seine Karriere zerstört. Während des Fluges nimmt sie ihre Sauerstoffmaske ab, wird bewusstlos und stürzt ab.

## Entstehung
In einem Interview erläuterte Regisseurin Arzner, dass der Film nicht, wie viele Kritiker glaubten, auf dem Leben der Fliegerin Amelia Earhart basierte, sondern auf einem englischen Roman, der sich mit der Pilotin Amy Lowell beschäftigte.
Für Katharine Hepburn war es die zweite Filmrolle. Erstmals erschien ihr Name an der Spitze des Casts. Produzent Selznick übertrug ihr die Hauptrolle, nachdem das Projekt Three Came Unarmed, bei dem Hepburn an der Seite von Joel McCrea spielen sollte, wegen Problemen mit dem Drehbuch eingestellt wurde. Arzner setzte sich für Hepburn ein, nachdem die eigentlich für die Rolle vorgesehene Ann Harding wegen Vertragsproblemen abgesagt hatte. Später beklagte sich die Regisseurin über Hepburns Kritik an ihren Regieanweisungen und drohte, vom Film zurückzutreten.
Van Nest Polglase und Charles M. Kirk waren für das Szenenbild zuständig, Thomas Little für die Ausstattung, Howard Greer und Walter Plunkett für die Kostüme. Verantwortliche Toningenieure waren John Aalberg und Murray Spivack. Vernon L. Walker und Slavko Vorkapić schufen die Spezialeffekte. Edward Killy arbeitete als Regieassistent, Del Andrews als technischer Berater. Leiter des Orchesters waren Bernhard Kaun und Eddie Sharpe. In einer kleinen nicht im Abspann erwähnten Nebenrolle trat Margaret Lindsay auf.
Gedreht wurde der Film vom 21. Dezember 1932 bis zum 3. Februar 1933 in den RKO-Studios in Hollywood. Die Flugszenen bestanden aus Archivaufnahmen von Wochenschauen. Durch schlechtes Wetter und einer Erkrankung Katharine Hepburns verzögerten sich die Dreharbeiten um 13 Tage.

## Kritiken
Christopher Strong erhielt ein verhalten positives Presseecho. So erfasst der US-amerikanische Aggregator Rotten Tomatoes 83 % wohlwollende Besprechungen und ordnet den Film dementsprechend als „Frisch“ ein.

„Eine routiniert inszeniertes Drama, das über formale Schwächen hinaus das interessante Bild einer „emanzipiert“ denkenden und handelnden Frau im Amerika der frühen 30er Jahre entwirft, die letztlich scheitern muß.“

Mordaunt Hall von der The New York Times befand, Katharine Hepburn sei das strahlende Licht in dieser Literaturverfilmung. Zu ihrem Glück sei die Geschichte fesselnd und sie werde von einer sehr fähigen Besetzung unterstützt. Die Story mag nicht sehr gewichtig sein, doch Regisseurin Arzner und Drehbuchautorin Akins haben, mit Unterstützung der Darsteller, ihre Aufgaben mit deutlicher Intelligenz erfüllt und die üblichen Klischees gewitzt umgangen, so dass oft das Unerwartete geschehe.
Die Variety bescheinigte Katharine Hepburn, ihr Bestes in einem stark gekünstelten Werk zu geben.
Der Kritiker des Filmmagazins The Hollywood Reporter schrieb, der Film werde das Sprungbrett für Katharine Hepburn zum Filmstar werden. Der Film an sich sei nur durch Hepburn und der äußerst genauen Regie Dorothy Arzners interessant. Sobald Hepburn aus dem Bild sei, werde der Film eher langweilig.
Pare Lorentz stellte im Magazin Vanity Fair die These auf, dass sich weder Produzent noch Regisseurin oder die Zuschauer die Frage gestellt haben, worum es in dem Film überhaupt gehe.
Der Kritiker des TV Guide sah einen Film, der durch die männliche Hauptrolle ruiniert werde. Colin Clive könne einfach nicht überzeugen, dass eine dynamische Frau wie Hepburn sich für ihn interessieren könne. Sich für einen solch langweiligen Typ zu opfern, sei total unglaubwürdig.